# ديوغو ألميدا
ديوغو ألميدا هو لاعب كرة قدم برتغالي، ولد في 8 سبتمبر 2000 في Mortágua ‏ في البرتغال. لعب مع نادي إمبولي.

## وصلات خارجية
- ديوغو ألميدا على موقع قاعدة بيانات كرة القدم.إي يو (الإنجليزية)
- ديوغو ألميدا على موقع Soccerway.com (الإنجليزية)